# Станкович, Милан
Ми́лан Ста́нкович (серб. Милан Станковић, родился 9 сентября 1987 в Обреноваце) — сербский певец и поэт-песенник, финалист музыкального шоу «Звезде Гранда» 2007 года, представитель Сербии на Евровидении-2010 в Осло с песней «Ovo je Balkan», судья в детском музыкальном шоу «Пинкове Звездице».

## Биография

### Ранние годы
Милан Станкович родился 9 сентября 1987 года в городе Обреновац. Его воспитывала только мать: со слов Милана, когда ему было пять месяцев, отца арестовали по обвинению в убийстве и посадили в тюрьму, где тот спустя 5 лет умер при невыясненных обстоятельствах. У Милана также есть сестра (родилась во втором браке его матери), которая работает медсестрой. Сам он окончил медицинское училище.

### Музыкальная карьера

#### 2007—2010: Звезде Гранда и Евровидение
В 2007 году Милан участвовал в музыкальном шоу «Звезде Гранда»: в ходе 12 из 14 выпусков он был лидером SMS-голосования. Станкович вышел в финал шоу и занял 4-е место, благодаря чему привлек внимание шоу-бизнеса. Известность он обрёл как благодаря исполнению песен авторства Здравко Чолича, так и благодаря своей необычной внешности, созданной под влиянием k-pop-стиля, и отношениям с ещё одной участницей шоу, Радой Манойлович. Альбом с песнями участников шоу «Zvezde Granda» разошёлся тиражом около 100 тысяч копий, а Милан позже организовал свои гастроли по странам территории бывшей Югославии, а также США, Швейцарии и Венгрии.
В 2009 году Милан выпустил свой первый сольный альбом «Solo», разошедшийся тиражом более 50 тысяч экземпляров. Он обрёл популярность среди молодёжи стран Балканского региона, которая организовала ряд фан-клубов, начала отправлять Милану подарки, а также одеваться и стричься точно так же, как и их кумир.
13 марта 2010 года Милан Станкович выиграл национальный отбор Радио и телевидения Сербии на Евровидение-2010, опередив в конкурсе Эмину Яхович и Оливеру Катич: он выступил с песней «Ovo je Balkan» ((музыка Горана Бреговича, слова Марины Туцакович и Лиляны Йоргованович), набрав 45% зрительских голосов. На Евровидении он выступил в первом полуфинале 25 мая под 7-м порядковым номером, заняв 5-е место и выйдя в финал конкурса, а в финале 27 мая, выступив под 8-м порядковым номером, занял 13-е место с 72 баллами.

#### 2012—н.в.: Джала и Буба
Согласно заявлению CEO и владельцу гранда Саше Поповичу, после Евровидения Grand Production с Миланом Станковичем был расторгнут в связи с нарушением ряда условий. С учётом того, что Милан расстался с Радой, это привело к тому, что на некоторое время Милан исчез из поля зрения публики.
В сентябре 2013 года Станкович выпустил сингл «Od mene se odvikavaj», а в 2014 году выступил на музыкальном фестивале канала Pink с песней «Luda ženo», став лауреатом в трёх номинациях. В сентябре 2014 года он стал судьёй в детском шоу талантов «Пинкове Звездице», проработав там в четырёх сезонах. 3 марта 2015 года был анонсирован его второй альбом «Milan»: вышли два сингла «Mašina» and «Nisi mu ti žena». В июле того же года Милан выпустил сингл «Gadure» вместе с рэпером Mimi Mercedez и турбо-фолк-певцом Миле Китичем. Альбом «Milan» был выпущен в сентябре лейблом City Records, куда вошли прежние синглы и ещё три песни.
В феврале 2017 года вышел сингл «Ego», записанный боснийскими хип-хоп-исполнителями Джала Братом и Бубой Корелли. По состоянию на май 2022 года клип на эту песню собрал 8 млн. просмотров на Youtube. Также с 2018 по 2019 годы вышли синглы «Trans», «Kripton» (2018) и «Brane mi te» (2019) в составе «токийской трилогии». В июле 2020 года вышел ещё один совместный сингл «Pablo»

### Личная жизнь
В 2008—2012 годах встречался с певицей и участницей шоу «Звезде Гранда» Радой Манойлович.

## Дискография

### Студийные альбомы
- 2005: Solo
- 2015: Milan

### Синглы
- 2010: Ovo je Balkan[англ.]
- 2017: Ego (feat. Джала Брат & Буба Корелли[англ.])
- 2017: Sve što ne smemo (feat. Ina Gardijan)
- 2018: Trans
- 2018: Kripton
- 2019: Brane mi te
- 2020: Pablo (feat. Джала Брат & Буба Корелли)

## Награды и премии
| Награда                    | Год  | Категория                         | Работа/номинация                        | Результат | Ссылки |
| -------------------------- | ---- | --------------------------------- | --------------------------------------- | --------- | ------ |
| Премия Барбары Декс        | 2010 | Худший костюм                     | Милан Станкович (песня «Ovo je Balkan») | Победа    | [ 20 ] |
| Музыкальный фестиваль Pink | 2014 | Премия от исполнителей            | Luda ženo                               | Победа    | [ 13 ] |
| Музыкальный фестиваль Pink | 2014 | Премия от зрителей                | Luda ženo                               | Победа    | [ 13 ] |
| Музыкальный фестиваль Pink | 2014 | Премия YouTube                    | Luda ženo                               | Победа    | [ 13 ] |
| Music Awards Ceremony      | 2019 | Сотрудничество года               | Ego (feat. Джала Брат & Буба Корелли)   | Номинация | [ 21 ] |
| Music Awards Ceremony      | 2020 | Современный танцевальный хит года | Trans                                   | Номинация |        |
| Music Awards Ceremony      | 2020 | Видеоклип года                    | Trans                                   | Номинация |        |